# Vision 86
Vision 86 var en radio- och TV-mässa som ägde rum mellan den 29 oktober och 2 november 1986 på Stockholmsmässan i Älvsjö. Bland många nya produkter fanns  satellit-TV, videokameror och CD-spelare. Sveriges Television hade en stor avdelning där man direktsände TV- och radioprogram och visade aktiviteter bakom kulisserna. Mässan var branschens stora händelse under 1980-talet. I november 1990 kom en uppföljare: Vision 90.

## Utställning
Vision 86 var den första stora radio- och TV-mässan som arrangerades i Sverige sedan 1978. År 1985 ökade försäljningen av produkter för hemelektronik med 20 procent och branschfolk räknade med fortsatt tillväxt. På Vision 86 samlades över 100 nationella och internationella företag för att visa sina nyaste produkter på en utställningsyta av 9 000 kvadratmeter. 
Bland nya TV-mottagare dominerade ”Flat Square”, där bildskärmen är mindre välvd och utan rundade hörn (ej att förväxla med flat screen). Några producenter presenterade kombinationen TV-apparat / videorecorder, Samsung visade en kombination TV-apparat / mikrovågsugn och Panasonic en 3’’ fick-TV med platt monitor. 
Bland nyheterna fanns CD-spelare (en teknik som på allvar slog igenom 1985), en ny typ av freestyle med solceller (från Sony), världens första laserspelare för vanliga vinylskivor (från LEAB) och olika nya system för surroundljud där man lovade en ljusupplevelse som i filmen Stjärnornas krig. Stort publikt intresse fick videokameran med det nya kompakta Video 8- eller VHS-C-formatet. Här kunde mässbesökarna provfilma själva. Satellit-TV var också ny och demonstrerades med stora parabolantenner och mässrabatt.

### Bilder, Vision 86

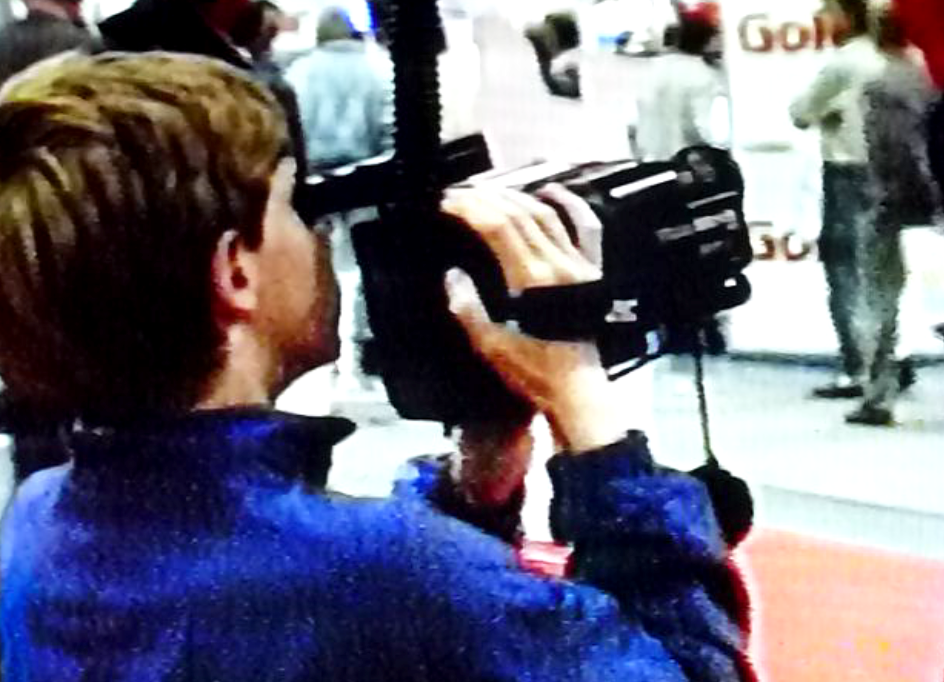
Videokamera från JVC.
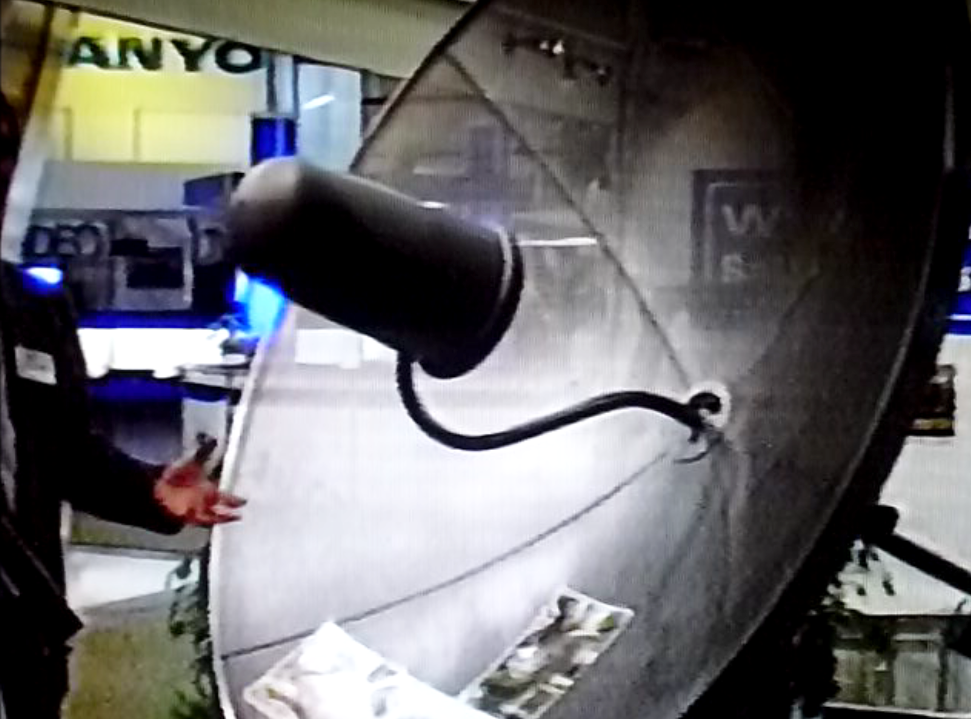
Parabolantenner.
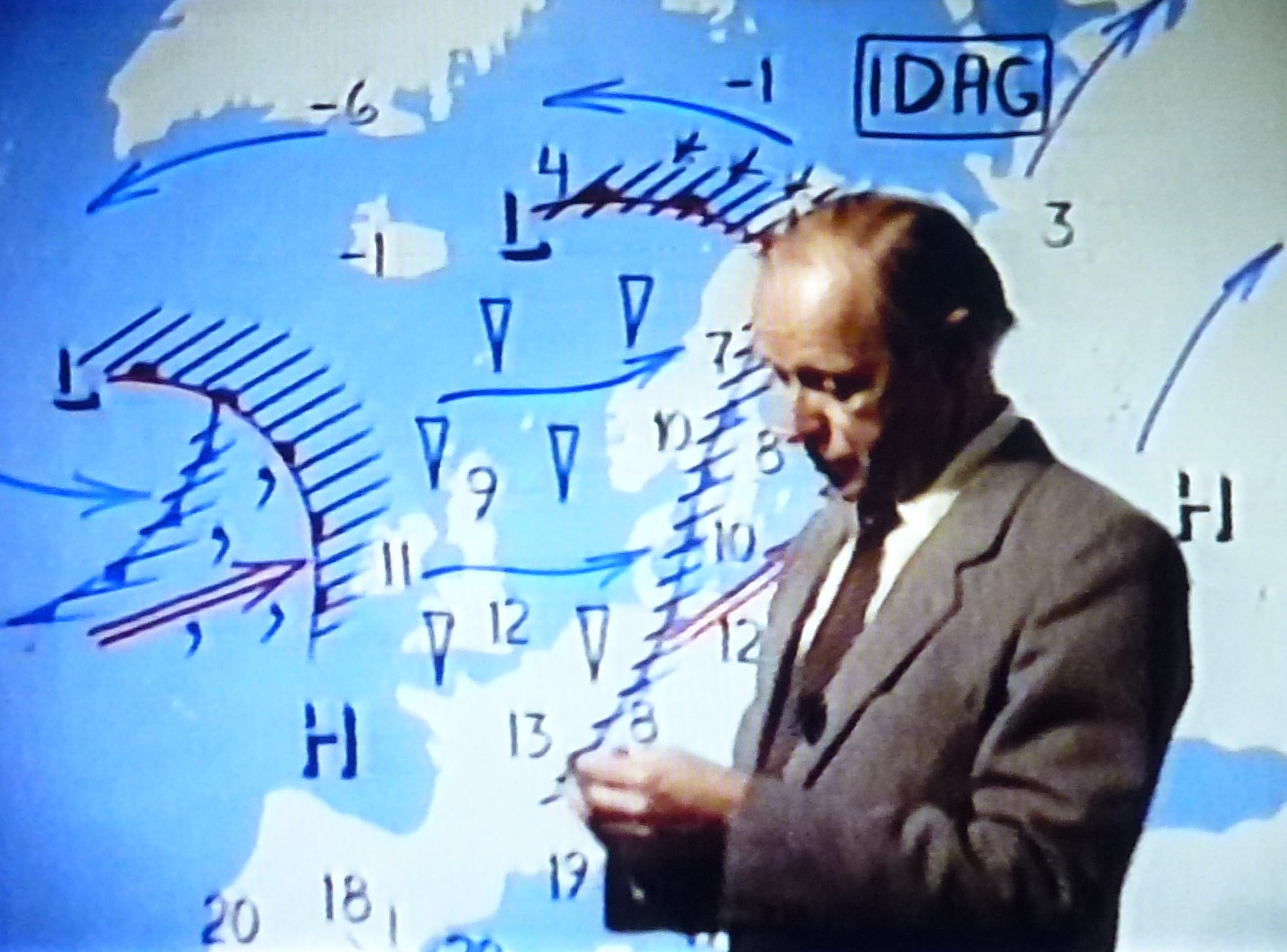
John Pohlman ritar väderkartor.
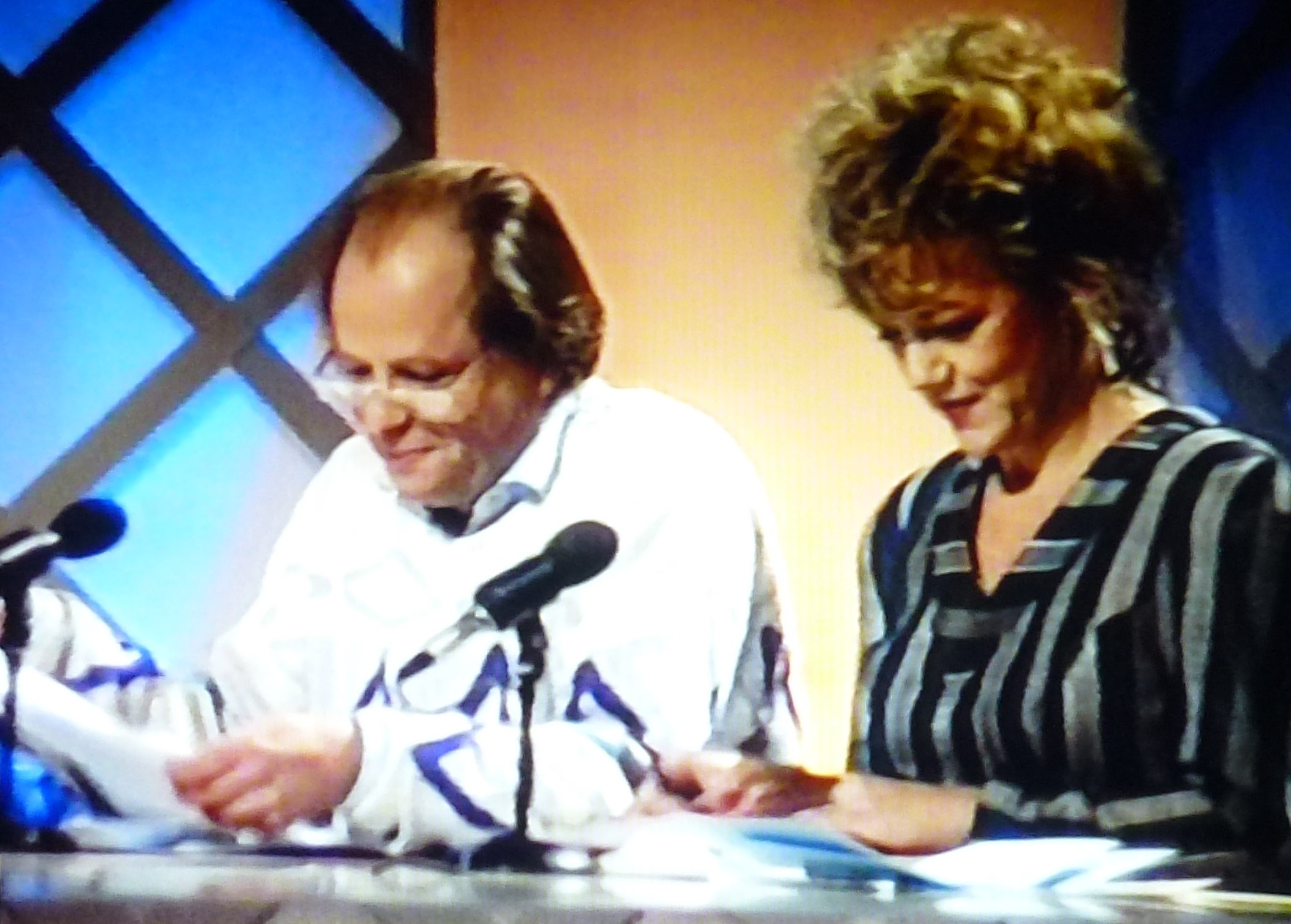
Helge Skoog och Mona Seilitz i Babbel

## Sveriges Television och Riksradion
Sveriges Television hade hyrt en 3 500 kvadratmeter stor yta i hall B där man direktsände radio och TV under mässdagarna. Här fanns en komplett TV-studio med åskådarläktare och teknisk utrustning som hade flyttats från Kaknästornet till mässan i Älvsjö. Den 29 oktober sändes ett ”kalasprogram” med anledning av den svenska televisionens 32-årsdag och den 30 oktober gjordes en inspelning av det populära TV-programmet Babbel medan John Pohlman ritade väderkartor. Det fanns underhållningsprogram med kända artister och amatörtävlingar. 
Sveriges Television visade även livet bakom kulisserna med perukmakeri, hattmakeri, modellbyggeri, textil och tapetseri samt hur man redigerar videomaterial. Riksradion hade en egen studio.

## Vision 90
Vision 86 fick en uppföljare i Vision 90 som visades på Stockholmsmässan i november 1990. Under rubriken "Den totala ljud- och bildupplevelsen" visades marknadens nyheter för den privata bild- och ljudanvändaren. Även denna gång var Sveriges Television närvarande och liveproducerade några avsnitt av programmet Café Norrköping. 

### Bilder, Vision 90

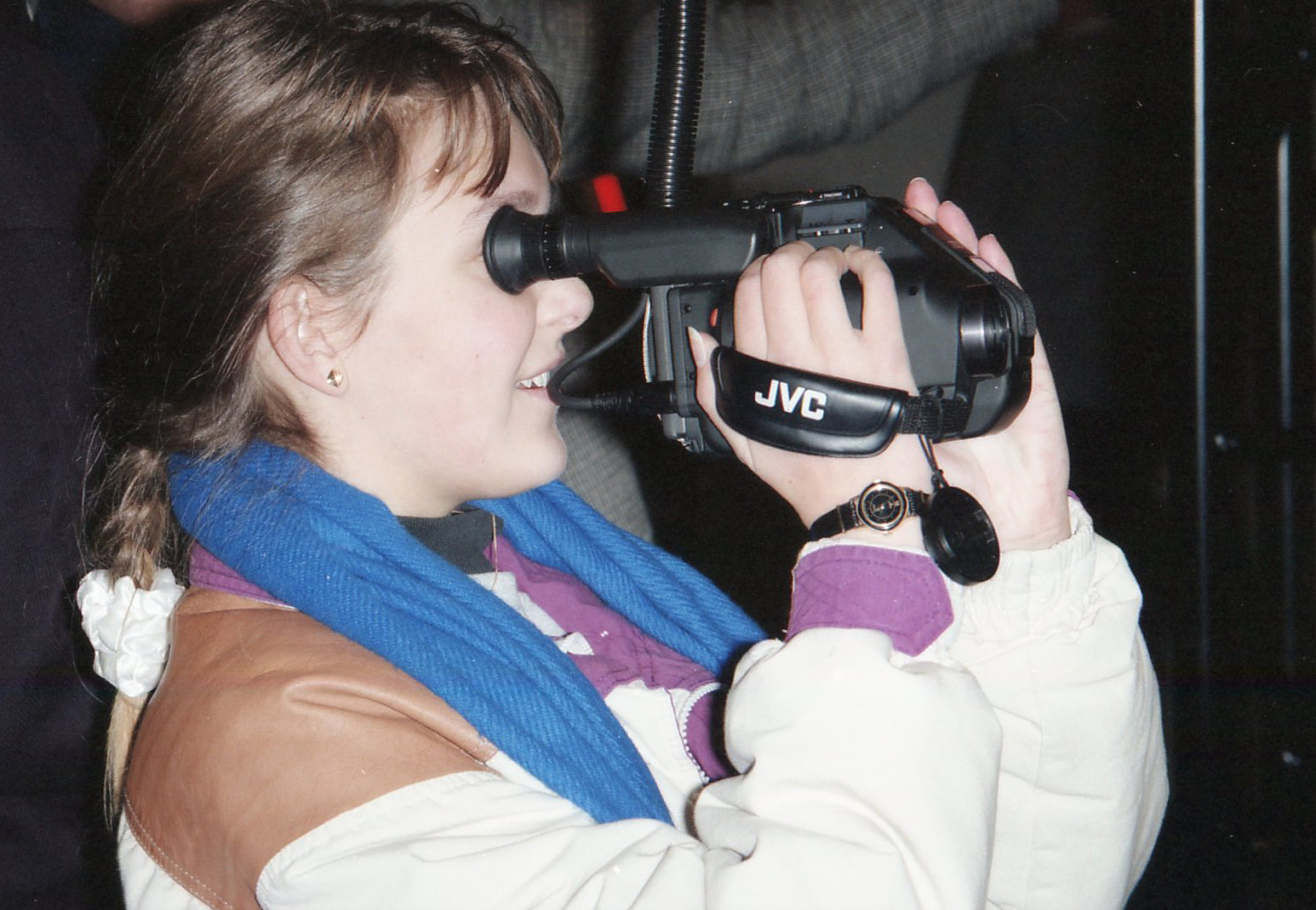
Videokamera från JVC.
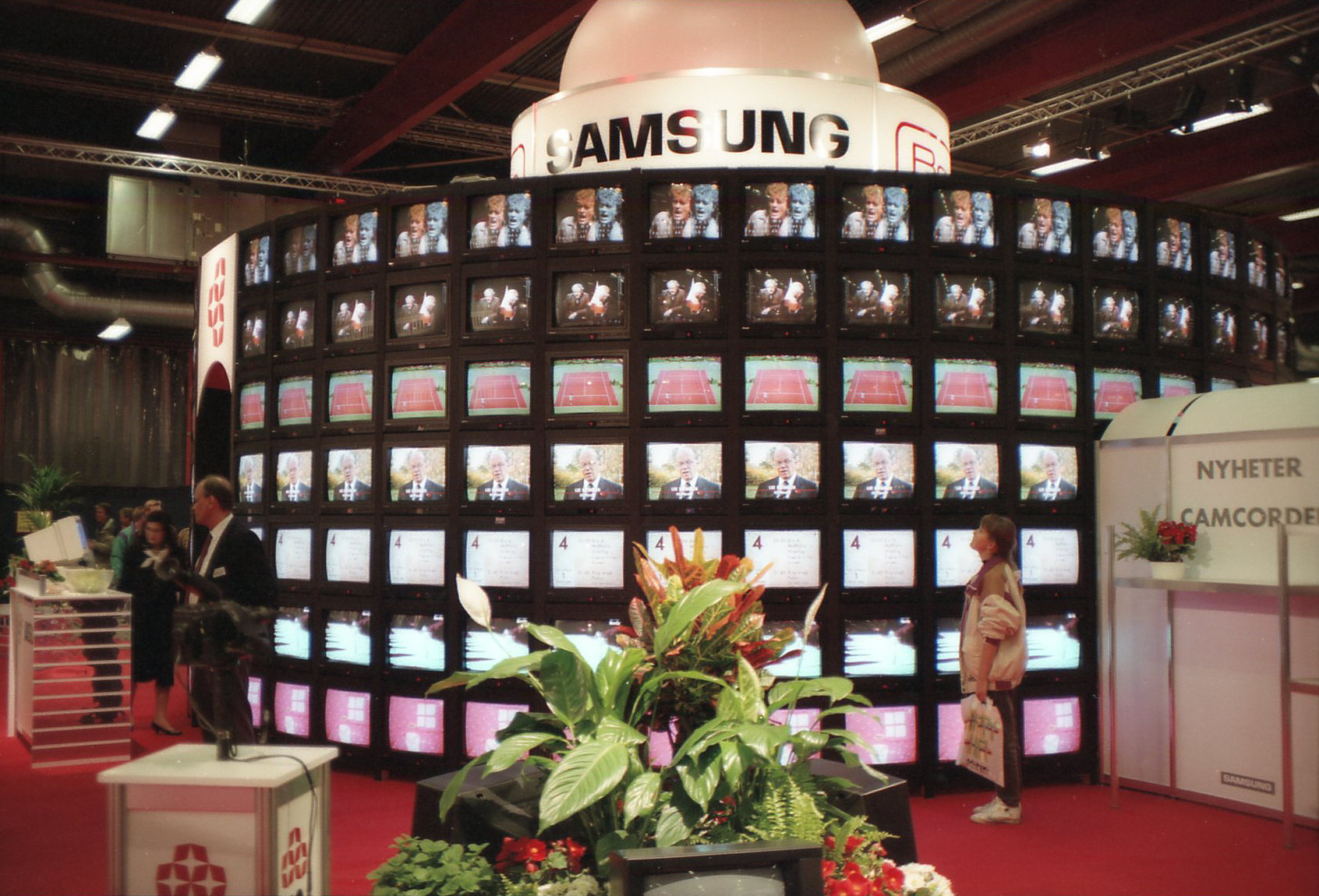
Samsungs stånd.
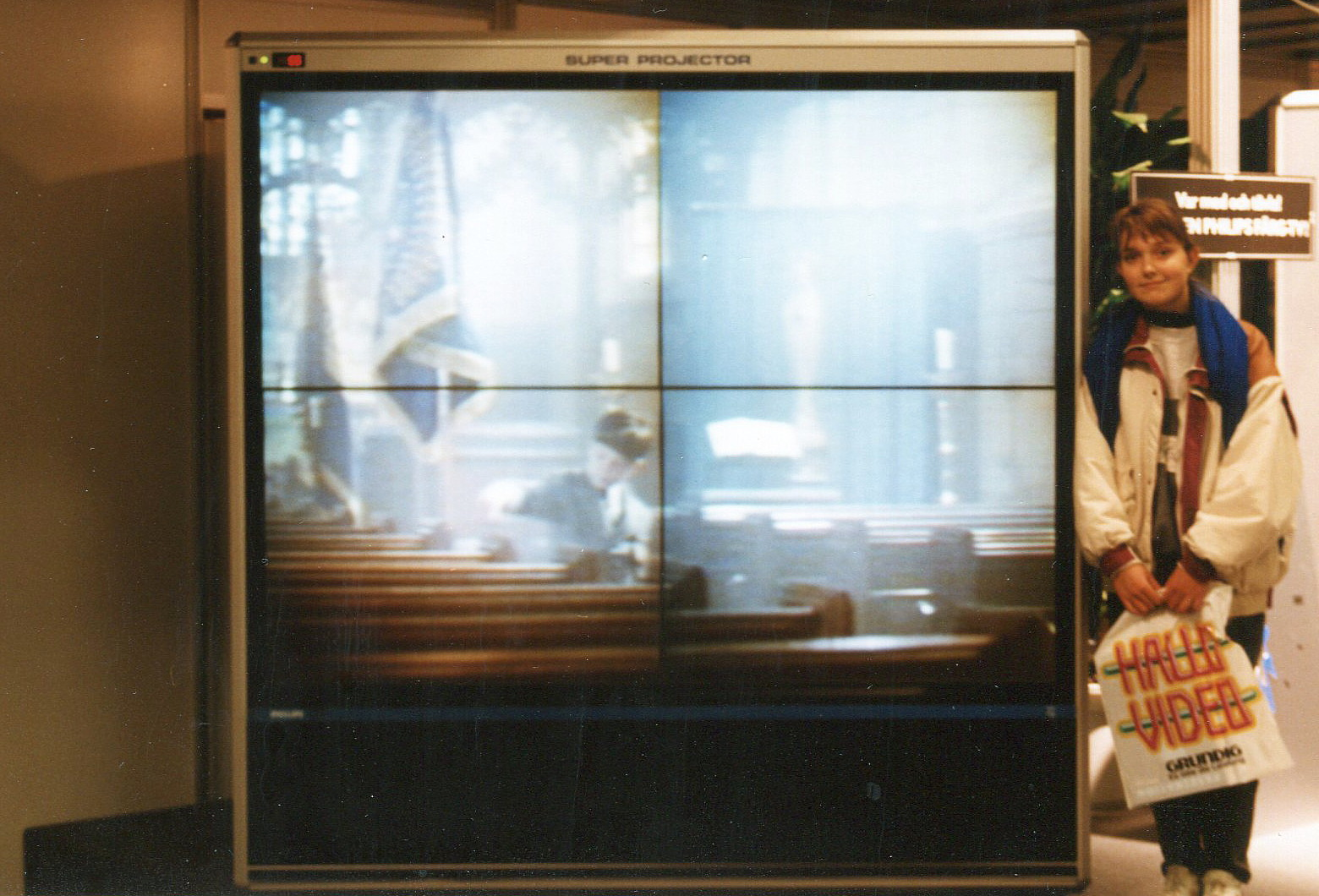
Super TV-projektor.
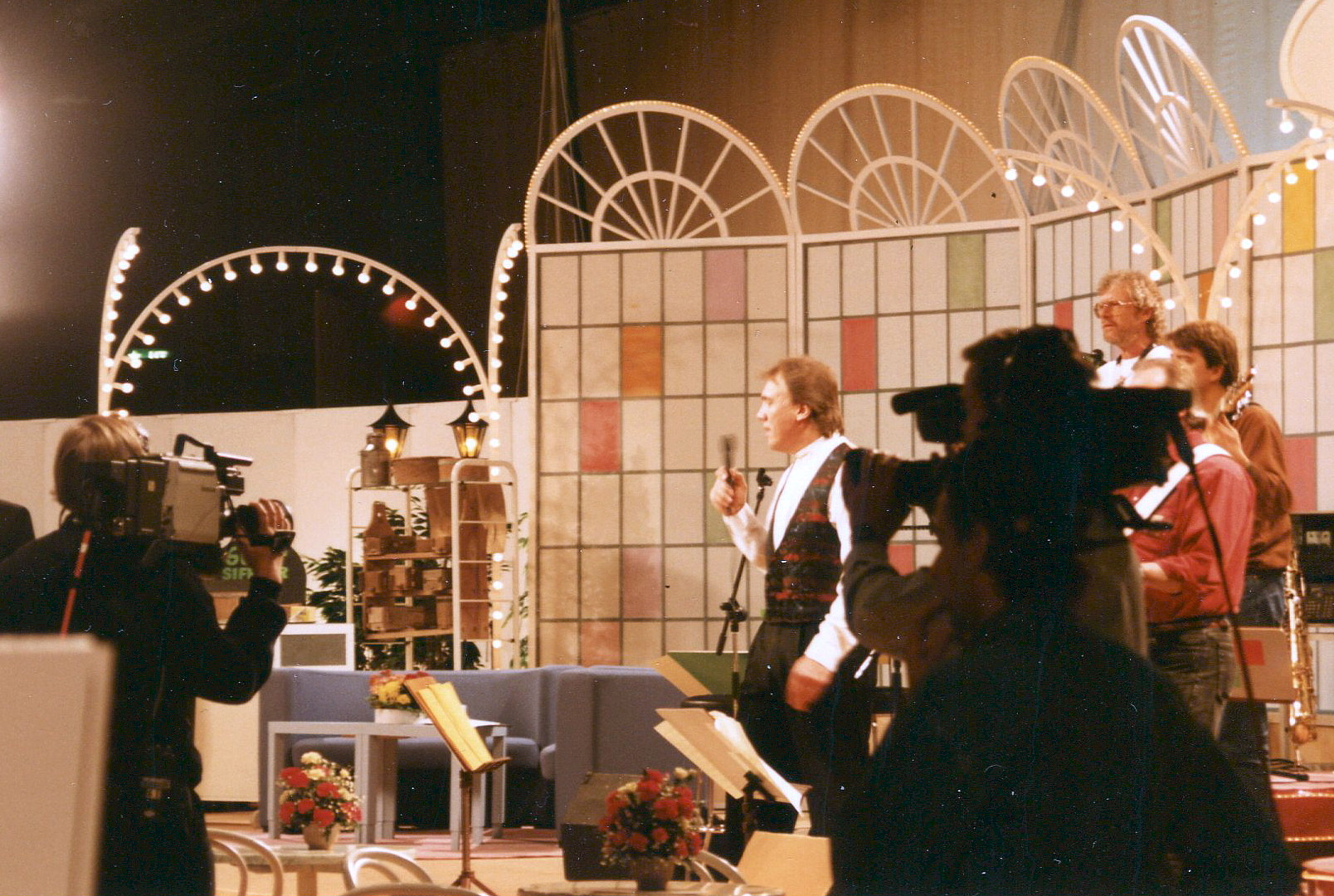
Inspelning av Café Norrköping, Christer Sjögren sjunger.